# Pfarrkirche St. Georgen in der Klaus

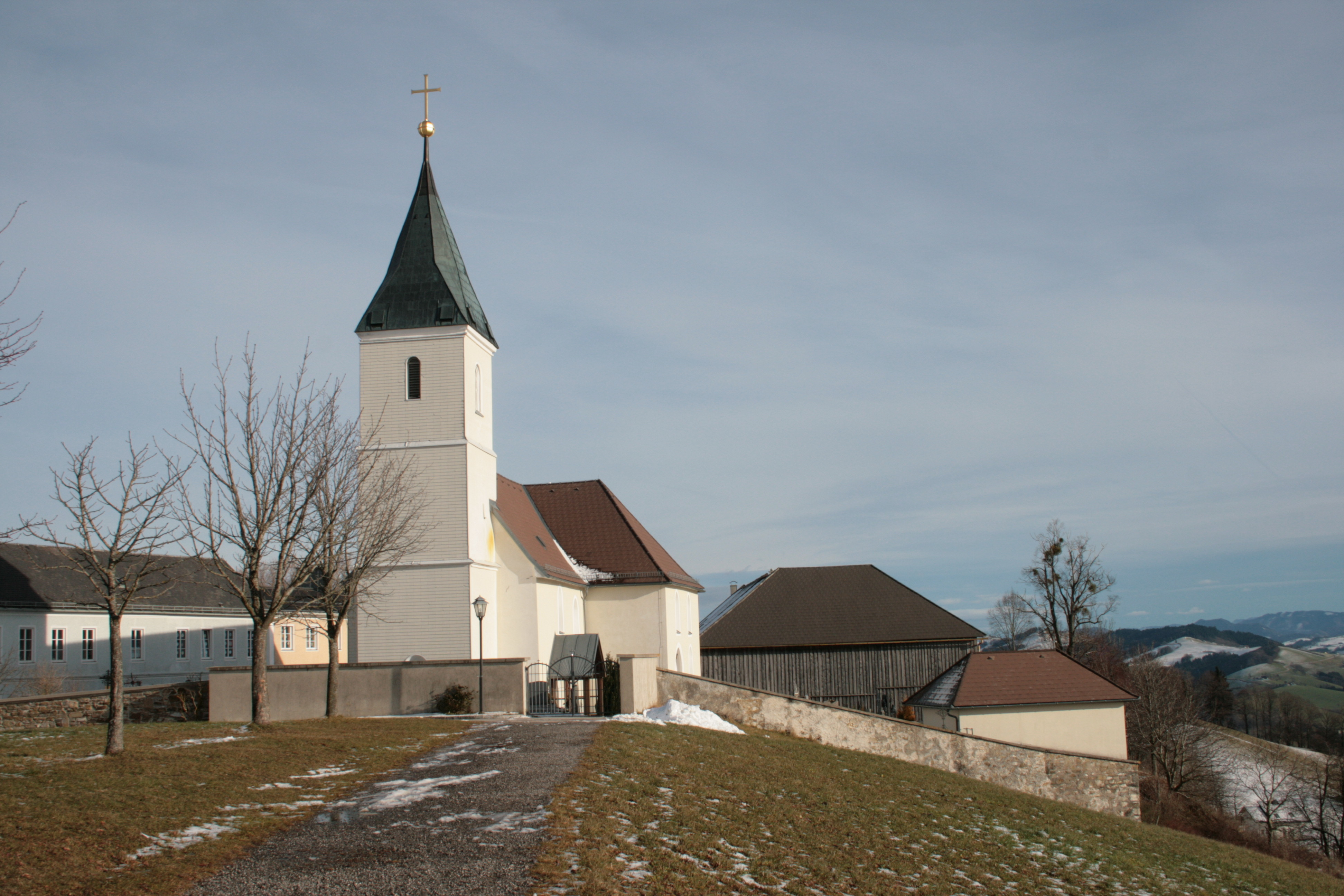
Katholische Pfarrkirche hl. Georg in St. Georgen in der Klaus

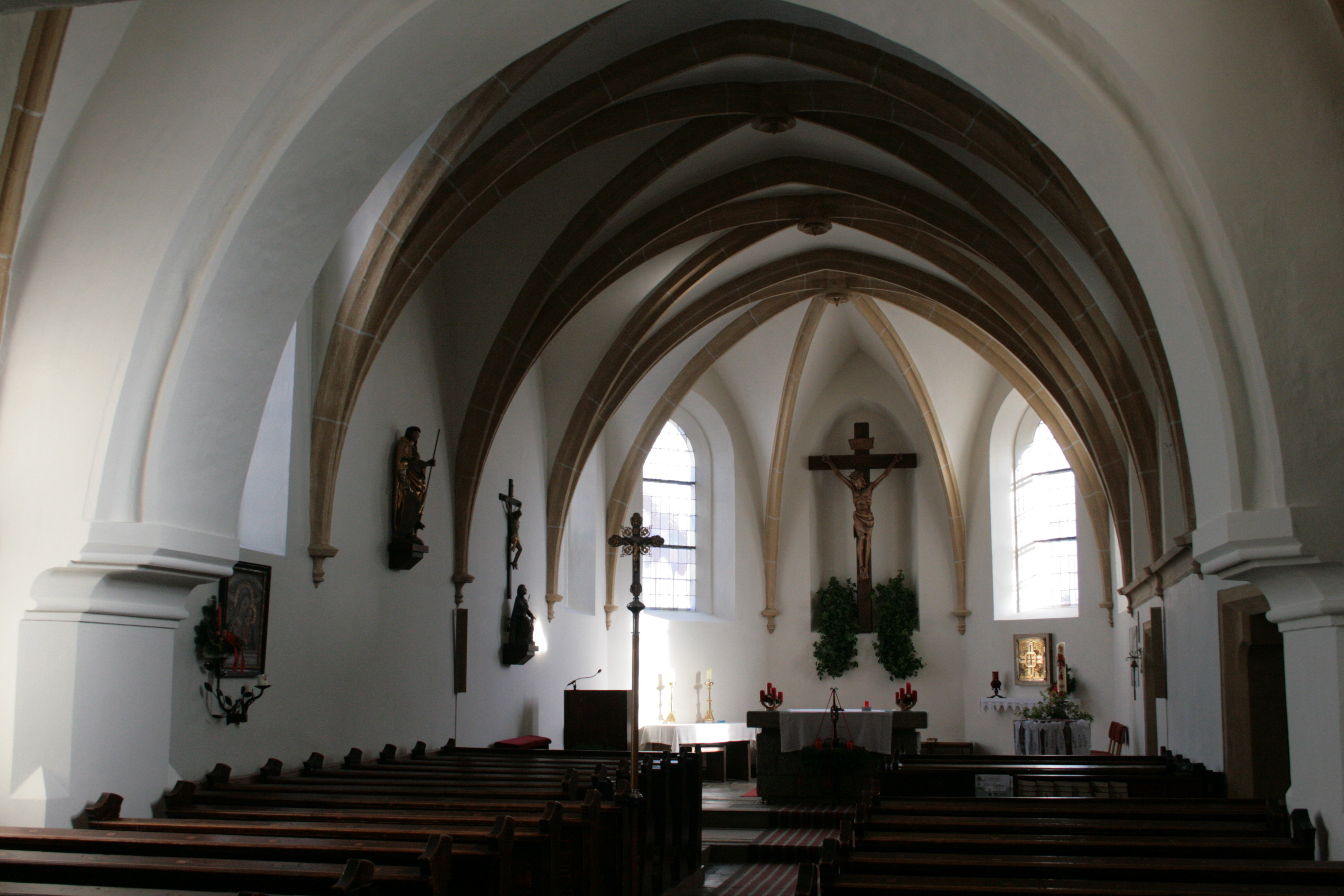
Langhaus, Blick zum Chor

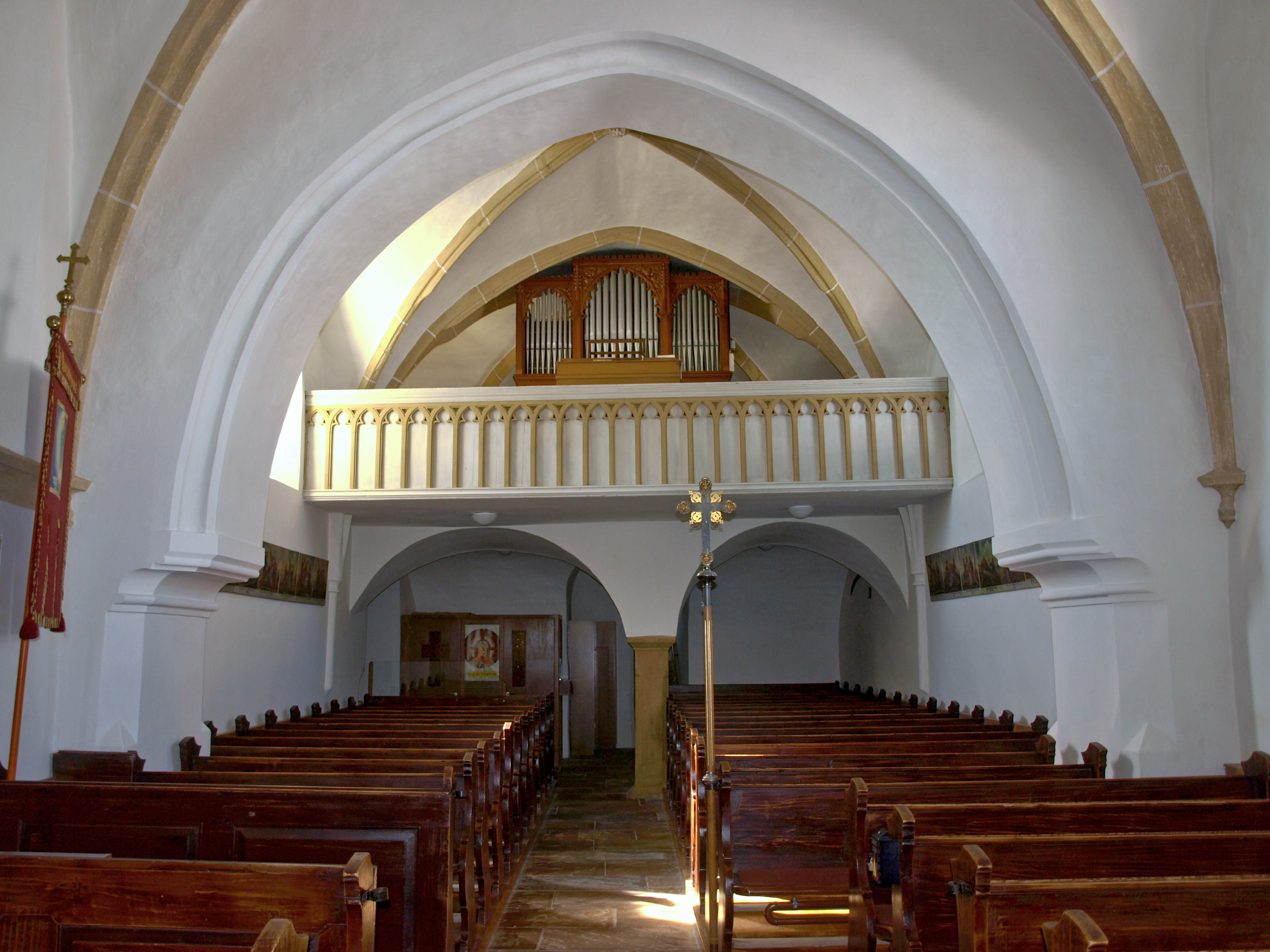
Langhaus, Blick zur Orgelempore mit einem Balkonvorbau

Die Pfarrkirche St. Georgen in der Klaus steht erhöht weithin sichtbar in der Ortschaft St. Georgen in der Klaus in der Statutarstadt Waidhofen an der Ybbs in Niederösterreich. Die dem Patrozinium hl. Georg unterstellte römisch-katholische Pfarrkirche gehört zum Dekanat Waidhofen an der Ybbs der Diözese St. Pölten. Die Kirche steht unter Denkmalschutz (Listeneintrag).

## Geschichte
Urkundlich wurde 1186 eine Kapelle genannt. Die Kirche wurde bis 1776 vom Stift Seitenstetten betreut.

## Architektur
Der spätgotische Kirchenbau mit einem Langhaus und einem gleich breiten und hohen Langchor hat einen mächtigen Vorbau im Süden und einen vorgestellten Westturm. Die Kirche ist von einem ummauerten Friedhof umgeben.
Das Kirchenäußere zeigt im zweiachsigen zweigeschoßigen monumentalen südlichen Vorbau links ein spitzbogiges Hauptportal. Der dreigeschoßige spätgotische Westturm mit stark zurückgenommener Gliederung hat eine Eternitverkleidung und trägt ein neugotisches Zeltdach aus 1906. Das Ostfenster des Chores ist mit einer Nische vermauert, in der Nische befindet sich die Figur hl. Georg mit dem Drachen aus der Mitte des 17. Jahrhunderts. Davor befindet sich in einem kleinen Vorbau das Kriegerdenkmal um 1920.
Das Kircheninnere zeigt das zweijochige Langhaus mit einem Kreuzrippengewölbe um die Mitte bis zum Ende des 14. Jahrhunderts auf Diensten und in den Ecken auf Konsolen. Die zweiachsige Orgelempore steht auf spätgotischen abgefasten Pfeilern und ist mit Stichkappentonnen aus dem Anfang des 16. Jahrhunderts unterwölbt, die Empore hat einen Balkonvorbau mit Blendmaßwerkverzierung aus dem 19. Jahrhundert. Unter der Empore ist ein stichkappengewölbter Zugang zum Westturm mit einem linksgedrehten Treppenaufgang. Der rundbogige breite gering eingezogene Triumphbogen hat zwei polygonale Pfeilerstümpfe. Der dreijochige spätgotische Langchor mit einem Fünfachtelschluss hat eine Rippengewölbe aus 1886 auf Konsolen. Das dreiachsige Oratorium wohl rechts als Obergeschoß zum Chor hat eine Blendmaßwerkabschrankung aus dem 19. Jahrhundert. Im Chor ist ein spätgotisches Schulterportal mit einer Eisenplattentür. Die Vorhalle hat ein Kreuzgratgewölbe aus dem 19. Jahrhundert.

## Ausstattung
Der freistehende schlichte Natursteinaltar von 1967 wird von einem Monumentalkruzifix vom Bildhauer Josef Sieberer 1971 an der Nische im Chorschluss dominiert. Die spätgotische Konsolfigur hl. Georg ist aus dem Anfang des 16. Jahrhunderts.
Die Orgel baute Johann Lachmayr um 1890. Eine Glocke aus dem 13. Jahrhundert ist eine der ältesten Niederösterreichs. Eine Glocke mit dem Wappen vom Stift Seitenstetten nennt Hans Lang 1633.